# نمر (منتج مركبات)
شركة نمر للسيارات هي شركة تصنيع إماراتية وتنتج سلسلة ناقلة جنود مدرعة ذات الوزن الخفيف والمتوسط، المسماة نمر، وهي أول شركة لتصنيع المركبات العسكرية في دولة الإمارات العربية المتحدة .  في عام 2014 ، اندمجت في شركة الإمارات للصناعات العسكرية .  
تأسست نمر عام 2000 ثم أصبحت جزءاً من مجموعة ايدج. تستثمر نمر خبرات تخصصية تمتد لعقدين من العمل في صناعة المركبات المتقدمة التي تلبي المعايير الدولية الأكثر صرامة،
وتتميز آليات نمر بمرونتها في الميدان وقدرتها على التحمّل وأدائها المتميز، وقد جرى تصنيعها في أحدث المنشآت طبقاً لمعايير الجودة ومعايير الصناعات العسكرية. حيث يضمن نظام الاختبارات الشاملة في الشركة وثوقية المركبات في أصعب المهام وأكثر البيئات قساوة.

### عجبان

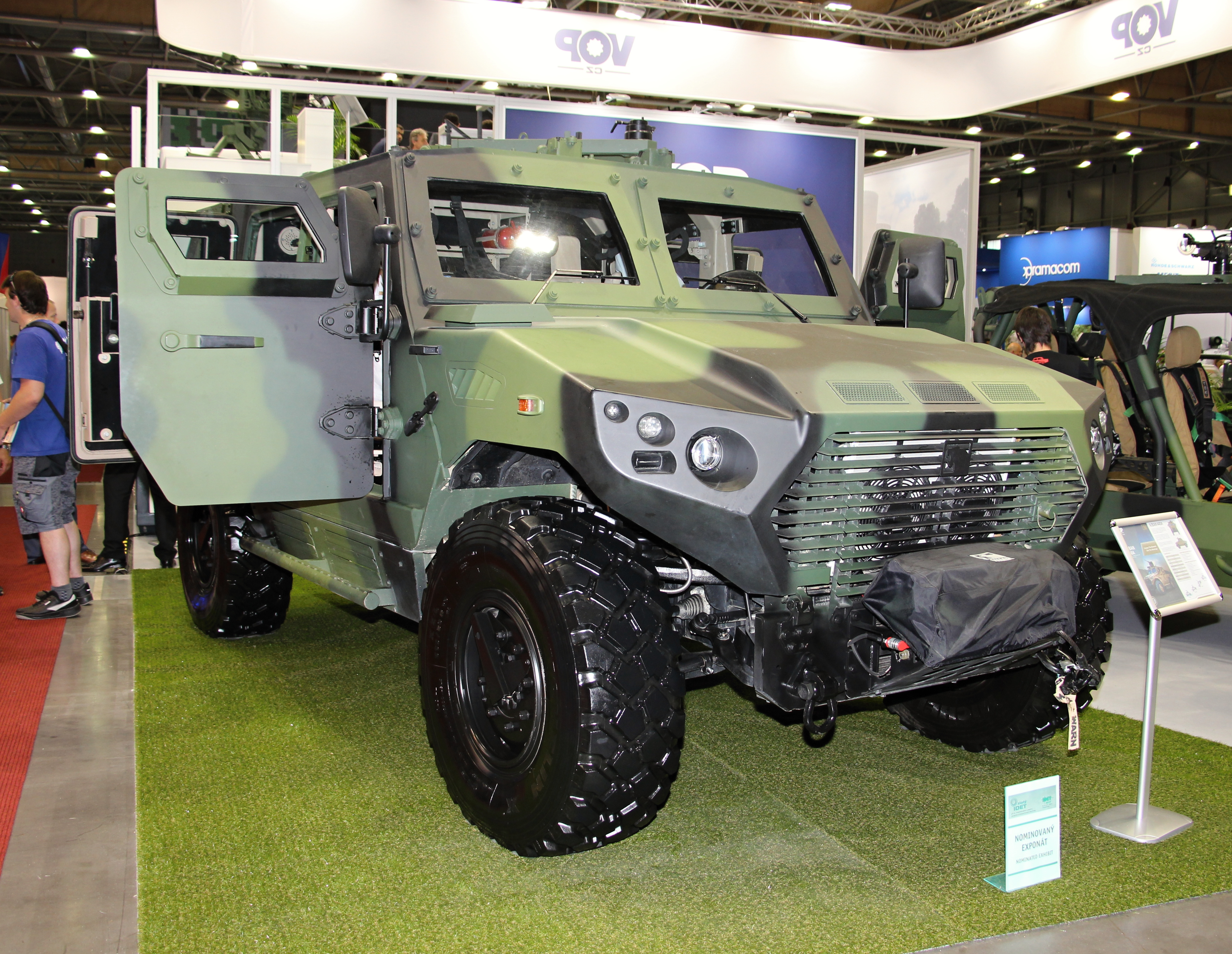
عجبان 440 أ

### جيس

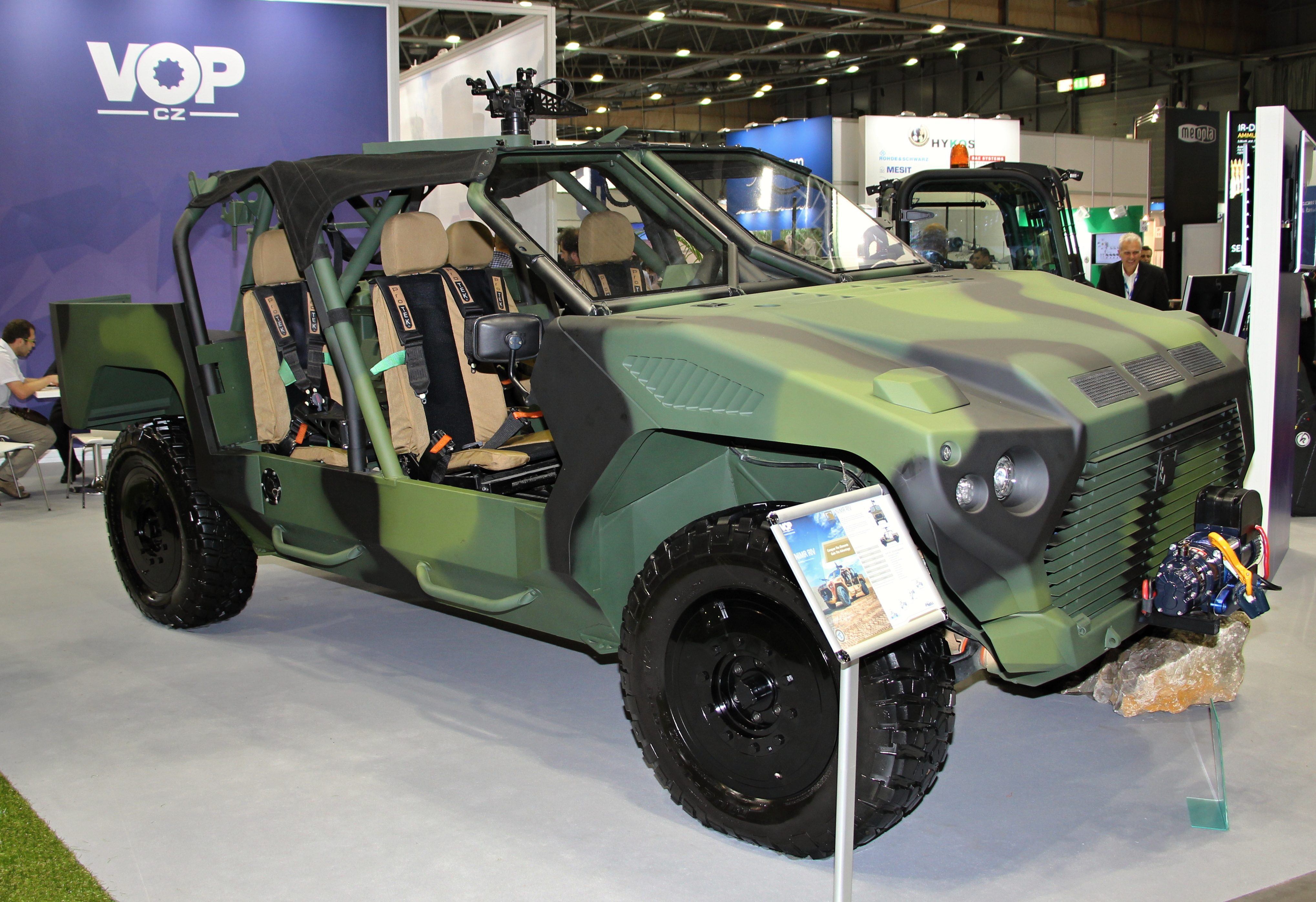
نمر ريف

## منتجات

### ريف

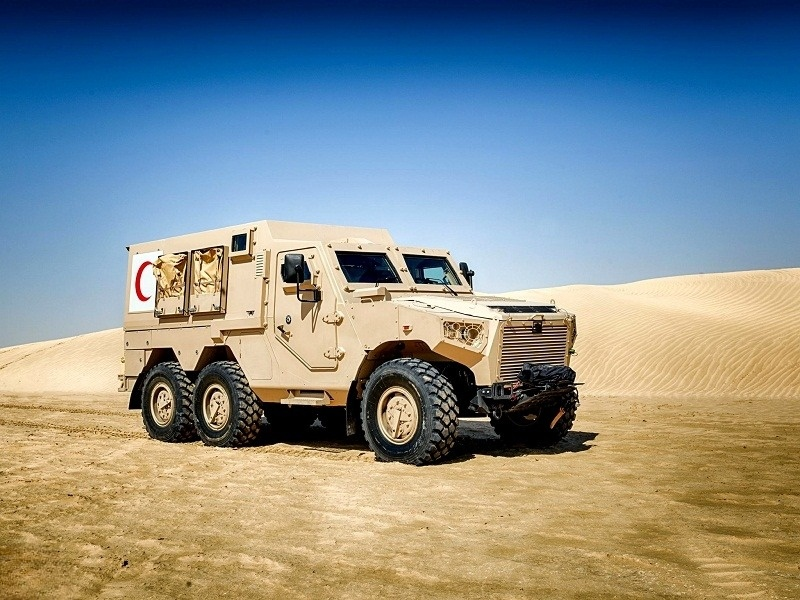
نمر حفيت
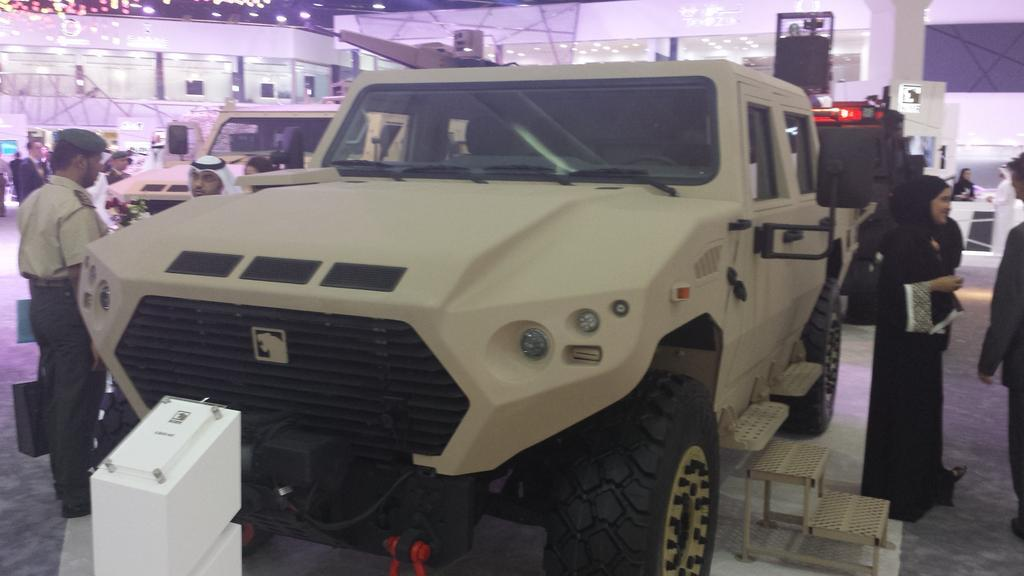
نمر عجبان
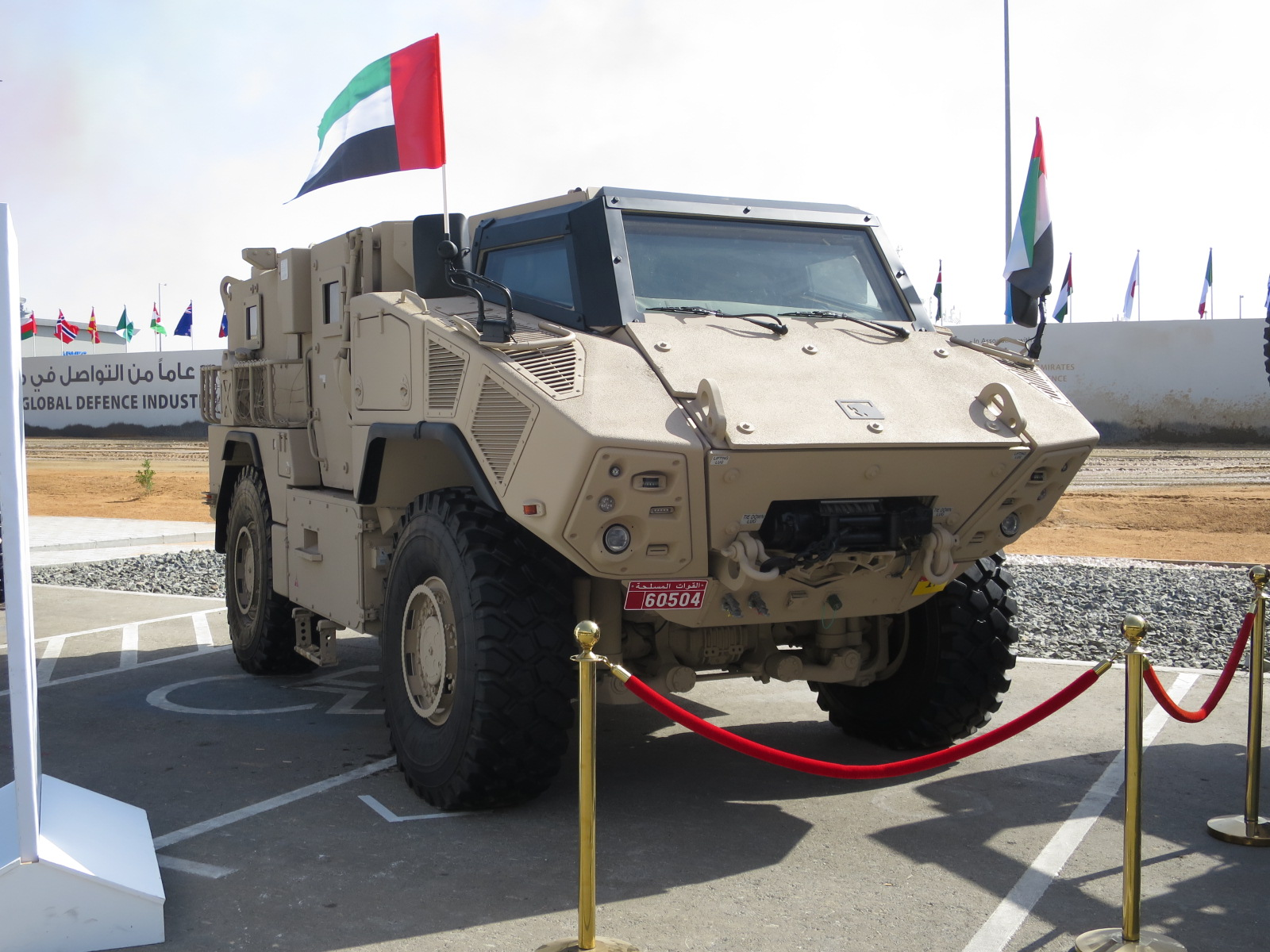
نمر جيس
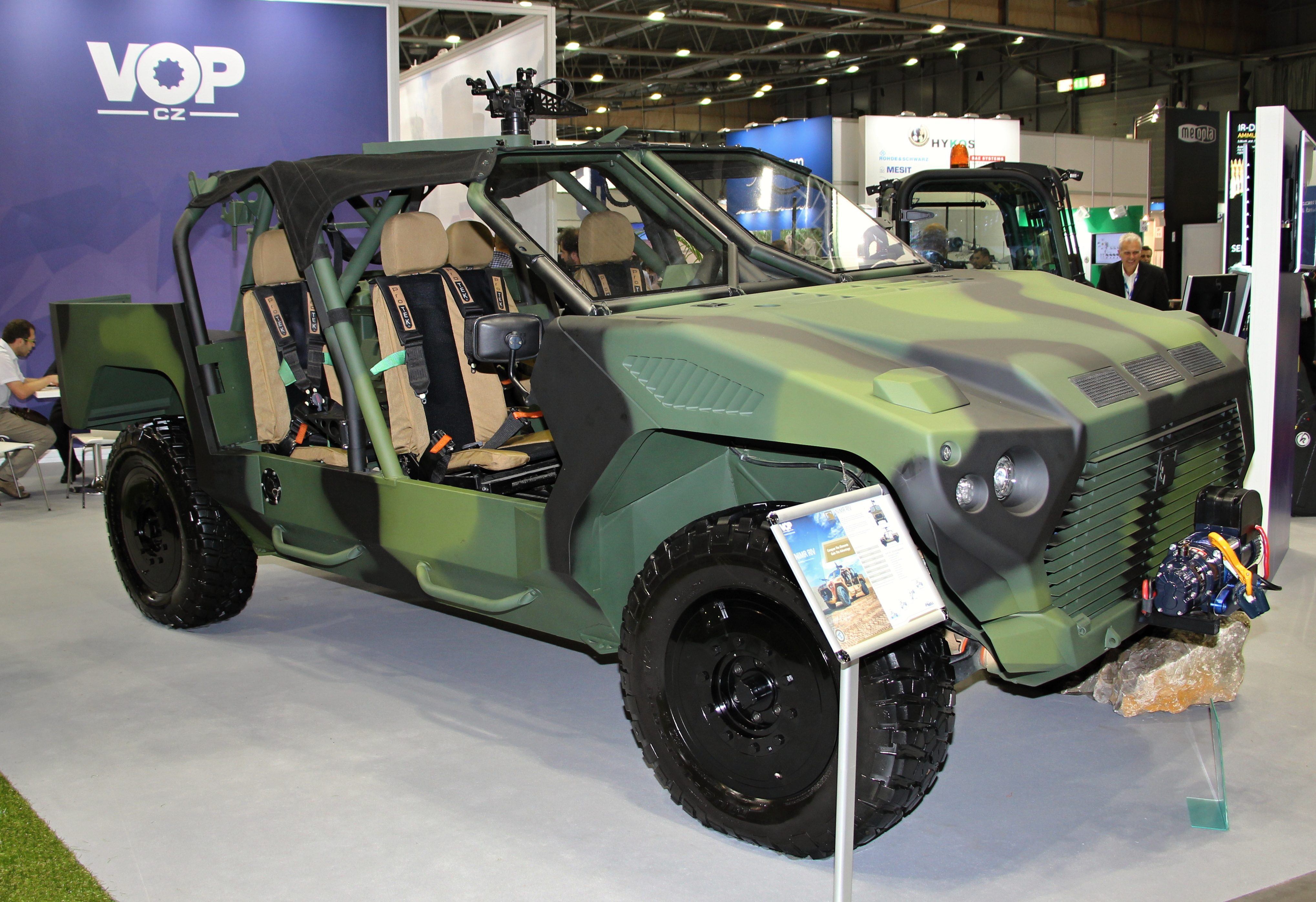
نمر ريف

## روابط خارجية
الموقع الرسمي للشركة